# Milton Keynes North (circonscription du Parlement britannique)
Circonscription parlementaire de la Chambre des communes
La circonscription de Milton Keynes North est une circonscription parlementaire britannique située dans le Buckinghamshire, couvrant la ville et les environs de Milton Keynes. Depuis 2019, elle est représentée à la Chambre des communes du Parlement britannique par Ben Everitt, du Parti conservateur

## Members of Parliament
| Élection | Élection | Membre         | Membre | Parti        |
| -------- | -------- | -------------- | ------ | ------------ |
|          | 2010     | Mark Lancaster |        | Conservateur |
|          | 2019     | Ben Everitt    |        | Conservateur |

## Élections

### Élections dans les années 2010
| Parti         | Parti                | Candidat             | Voix   | %    | ±   |
| ------------- | -------------------- | -------------------- | ------ | ---- | --- |
|               | Conservateur         | Ben Everitt          | 30,938 | 49,5 | 2.0 |
|               | Travailliste         | Charlynne Pullen     | 24,683 | 39,5 | 5.0 |
|               | Libéral Démocrate    | Aisha Mir            | 4,991  | 8,0  | 4.1 |
|               | Green                | Catherine Rose       | 1,931  | 3,1  | 1.4 |
| Majorité      | Majorité             | Majorité             | 6,255  | 10,0 | 7.0 |
| Participation | Participation        | Participation        | 62,543 | 68,3 | 3.5 |
|               | Conservateur retenir | Conservateur retenir | Swing  | 3.4  |     |

| Parti         | Parti                | Candidat              | Voix   | %    | ±    |
| ------------- | -------------------- | --------------------- | ------ | ---- | ---- |
|               | Conservateur         | Mark Lancaster        | 30,367 | 47,5 | 0.3  |
|               | Travailliste         | Charlynne Pullen      | 28,392 | 44,5 | 14.2 |
|               | Libéral Démocrate    | Imogen Shepherd-Dubey | 2,499  | 3,9  | 2.3  |
|               | UKIP                 | Jeff Wyatt            | 1,390  | 2,2  | 9.7  |
|               | Green                | Alan Francis          | 1,107  | 1,7  | 2.2  |
|               | Christian Peoples    | Venetia Sams          | 169    | 0,3  | New  |
| Majorité      | Majorité             | Majorité              | 1,975  | 3,0  | 13.9 |
| Participation | Participation        | Participation         | 64,044 | 71,8 | 5.4  |
|               | Conservateur retenir | Conservateur retenir  | Swing  | 7.0  |      |

| Parti         | Parti                | Candidat             | Voix   | %    | ±     |
| ------------- | -------------------- | -------------------- | ------ | ---- | ----- |
|               | Conservateur         | Mark Lancaster       | 27,244 | 47,2 | +3.7  |
|               | Travailliste         | Emily Darlington     | 17,491 | 30,3 | +3.5  |
|               | UKIP                 | David Reilly         | 6,852  | 11,9 | +8.6  |
|               | Libéral Démocrate    | Paul Graham          | 3,575  | 6,2  | -15.9 |
|               | Green                | Jennifer Marklew     | 2,255  | 3,9  | +2.5  |
|               | TUSC                 | Katie Simpson        | 163    | 0,3  | New   |
|               | Indépendant          | David Mortimer       | 112    | 0,2  | New   |
| Majorité      | Majorité             | Majorité             | 9,753  | 16,9 | +0.3  |
| Participation | Participation        | Participation        | 57,692 | 66,4 | +0.6  |
|               | Conservateur retenir | Conservateur retenir | Swing  | +0.1 |       |

| Parti         | Parti                | Candidat                  | Voix   | %    | ±     |
| ------------- | -------------------- | ------------------------- | ------ | ---- | ----- |
|               | Conservateur         | Mark Lancaster            | 23,419 | 43,5 | +7.3  |
|               | Travailliste Co-op   | Andrew Pakes              | 14,458 | 26,8 | −11.1 |
|               | Libéral Démocrate    | Jill Hope                 | 11,894 | 22,1 | +1.4  |
|               | UKIP                 | Michael Phillips          | 1,771  | 3,3  | +0.5  |
|               | BNP                  | Richard Hamilton          | 1,154  | 2,1  | New   |
|               | Green                | Alan Francis              | 733    | 1,4  | −0.8  |
|               | Christian Peoples    | John Lennon               | 206    | 0,4  | New   |
|               | Monster Raving Loony | Matt "Bananamatt" Fensome | 157    | 0,3  | New   |
|               | Indépendant          | Anant Vyas                | 95     | 0,2  | New   |
| Majorité      | Majorité             | Majorité                  | 8,961  | 16,7 | +18.4 |
| Participation | Participation        | Participation             | 54,292 | 65,8 | +2.0  |
|               | Conservateur retenir | Conservateur retenir      | Swing  | +9.2 |       |